# Nowa Bystrzyca (gromada)
Nowa Bystrzyca (do 30 XII 1961 Stara Bystrzyca) – dawna gromada, czyli najmniejsza jednostka podziału terytorialnego Polskiej Rzeczypospolitej Ludowej w latach 1954–1972.
Gromady, z gromadzkimi radami narodowymi (GRN) jako organami władzy najniższego stopnia na wsi, funkcjonowały od reformy reorganizującej administrację wiejską przeprowadzonej jesienią 1954 do momentu ich zniesienia z dniem 1 stycznia 1973, tym samym wypierając organizację gminną w latach 1954–1972.
Gromadę Nowa Bystrzyca z siedzibą GRN w Nowej Bystrzycy utworzono 31 grudnia 1961 w powiecie bystrzyckim w woj. wrocławskim w związku z przeniesieniem siedziby GRN gromady Stara Bystrzyca ze Starej Bystrzycy do Nowej Bystrzycy i zmianą nazwy jednostki (zwiększonej tego samego dnia o wsie Młoty, Spalona, Huta, Wójtowice, Lasówka, Piaskowice i Mostowice) na gromada Nowa Bystrzyca. Dla gromady ustalono 17 członków gromadzkiej rady narodowej.
Gromada przetrwała do końca 1972 roku, czyli do kolejnej reformy gminnej.